# OpenOSPFD
OpenOSPFD是开放最短路径优先协议的ISC許可證实施。 这是一个网络路由软件套件，它允许普通的通用计算机作为路由器与其他使用OSPF协议的计算机系统交换路由。
OpenOSPFD是由 EsbenNørby 和 Claudio Jeker 为 OpenBSD 项目开发的。 它是 OpenBGPD 的陪伴守护进程。 该软件是作为诸如 Quagga 之类的软件包的替代品而开发的，后者是根据 GPL 的路由软件套件。 OpenOSPFD是在 OpenBSD 项目上开发的，然而针对FreeBSD和NetBSD的版本也存在。

## 目标
OpenOSPF的设计目标包括安全（没有漏洞利用），可靠，精益和易于使用。 对于大多数用户来说，配置语言工具的功能既强大又简单。